# Johann Peter Gustav Lejeune Dirichlet
Johann Peter Gustav Lejeune Dirichlet /ləˈʒœn diʀiˈkle/ (Düren, 13. veljače  1805. – Göttingen, 5. svibnja 1859.), njemački matematičar čija je zasluga suvremena "formalna" definicija funkcije.
Njegova obitelj potječe iz grada Richelettea u Belgiji, po kojem je dobio prezime "Lejeune Dirichlet" (fr. le jeune de Richelette "mladić iz Richelettea"); tamo je živio njegov djed.
Dirichlet je rođen u Dürenu, mjestu između Aachena i Kölna, koji je tada bio pod francuskom upravom, gdje mu je otac vodio poštu.
Školovao se u Njemačkoj, pa u Francuskoj. Prvi rad je objavio o Fermatovom posljednjem teoremu, gdje je ponudio djelomični dokaz za slučaj n = 5, kojeg je dovršio Adrien-Marie Legendre. Kasnije je Dirichlet dokazao teorem za slučaj n = 14. Uz njegovo se ime veže jedno od najvažnijih kombinatornih načela poznato kao Dirichletov princip te je u diofantskim aproksimacijama po njem nazvan Dirichletov teorem kojega je dokazao 1842.
Godine 1831. oženio se Rebeccom Henriette Mendelssohn Bartholdy, iz istaknute židovske obitelji koja je prešla na kršćanstvo, koja je bila unuka filozofa Mosesa Mendelssohna, kći Abrahama Mendelssohna Bartholdya i sestra skladatelja Felixa Mendelssohna Bartholdya i Fanny Mendelssohn.
Među njegovim studentima su bili Ferdinand Eisenstein, Leopold Kronecker i Rudolf Lipschitz. Nakon njegove smrti, Dirichletova predavanja je skupio, priredio i objavio njegov prijatelj Richard Dedekind pod naslovom Vorlesungen über Zahlentheorie (Predavanja o teoriji brojeva).

## Zanimljivosti
Poznato je da se Dirichlet divio Gaussu. Njegovo divljenje je bilo toliko da je spavao s Gaussovom
knjigom “Disquisitiones Arithmeticae” pod jastukom. No divljenje je bilo uzajamno. “Broj
njegovih publikacija nije velik,” govorio je Gauss. “Ali dragulji se ne važu na trgovačkoj vagi.
Malo, ali zrelo”.
Dodajmo da je Dirichlet rijetko pisao pisma i slao telegrame. Čak i njegovi najbliži prijatelji rijetko su
dobivali odgovore na svoja pisma. Kad mu se rodilo prvo dijete, Dirichlet je sretnu vijest javio
svojem tastu. Poruka je glasila: “2+1=3.”

## Vanjske poveznice
- Jürgen Elstrodt: Život i rad Gustava Lejeunea Dirichleta (1805–1859)  Arhivirana inačica izvorne stranice od 22. svibnja 2021. (Wayback Machine) (PDF)
- Dirichlet, Johann Peter Gustav Lejeune: Vorlesungen über Zahlentheorie. Braunschweig, 1863. (njem.) reproducirano na "Number Theory for the Millennium".
- Dirichletov životopis (eng.)